# Mario Roberto Manrique
Mario Oberto Manrique (Longchamps, Argentina; 2 de agosto de 1961), conocido como Paco Manrique, es un sindicalista y político argentino del Partido Justicialista. Es Diputado de la Nación Argentina por Buenos Aires desde 2023.

## Biografía
Ingresó a trabajar en la empresa Volkswagen en 1985. Se enroló en el Sindicato de Mecánicos y Afines del Transporte Automotor (SMATA) como delegado en 1991. Fue capacitador, vocal del consejo directivo, secretario de Organización desde 2004 y llegó a ser en 2008 el número 2 del sindicato, detrás de José Rodríguez. Además, tuvo el cargo de Secretario General Adjunto del SMATA y Secretario Gremial de la CGT.
El 12 de marzo de 2022, Manrique fue asaltado en El Palomar para robarle una camioneta y resultó herido luego de ser baleado por un delincuente.
En las Elecciones legislativas de 2023 fue electo Diputado de la Nación Argentina por Buenos Aires en la lista Unión por la Patria.

## Historial electoral
|  | 31,21 % |

|  | 43,71 % |